# میساک تورلاکیان

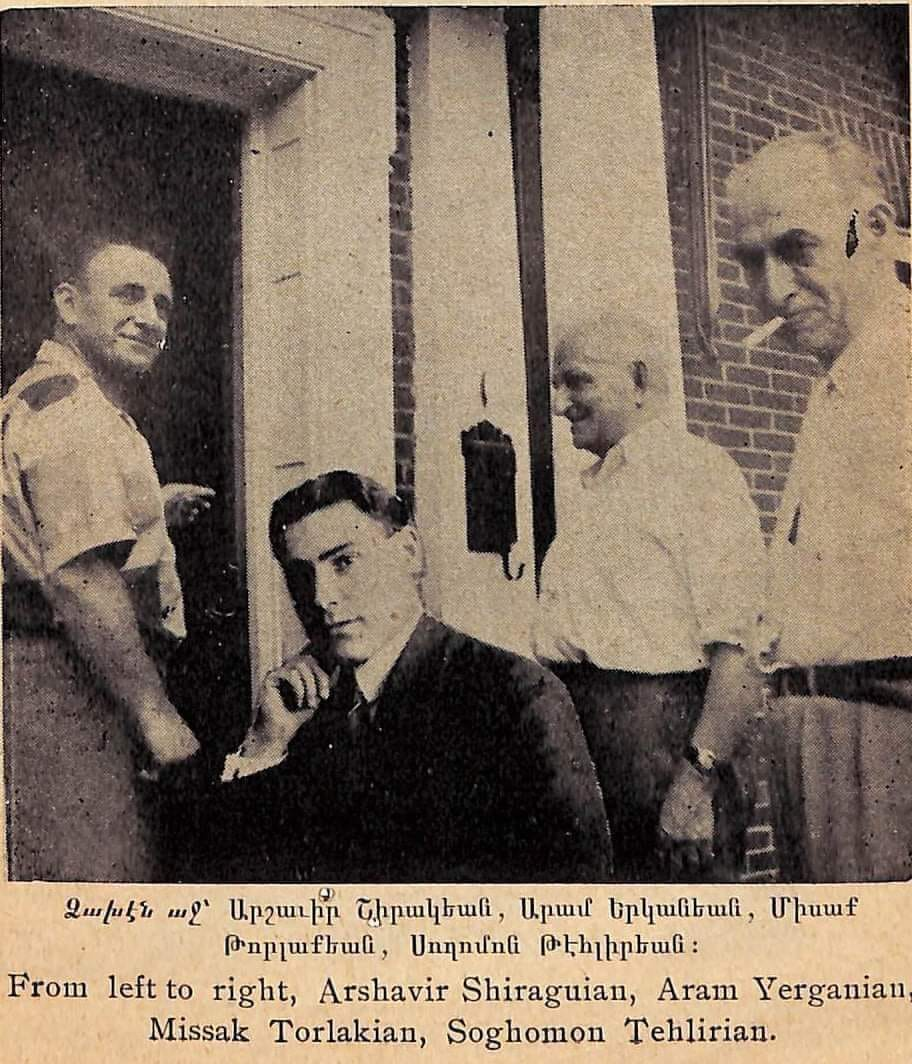

میساک تورلاکیان (ارمنی: Միսակ Թոռլակյան انگلیسی: Misak Torlakian) در سال ۱۸۹۰ در روستای گیوشانا از توابع ولایت ترابوزان زاده شد. از دوران کودکی با سلاح زندگی کرد، وارد ارتش ترکیه شد، سپس با شروع جنگ جهانی اول به پارتیزان‌های قفقاز پیوست و پس از کشته شدن اعضای خاندانش در نسل‌کشی ارمنی‌ها سال ۱۹۱۵ به صف انتقامجویان درآمد. تورلاکیان، بهبود خان جوانشیر، وزیر کشور جمهوری آذربایجان و یکی از عاملان کشتار ارمنیان باکو را شناسایی نمود و در روز ۱۹ ژوئیه ۱۹۲۱ در شهر استانبول به قتل رساند. سپس به رومانی رفت و در جنگ جهانی دوم برای براندازی سلطه اتحاد شوروی بر ارمنستان مبارزه کرد. با ورود ارتش سرخ به رومانی به ایالات متحده آمریکا مهاجرت کرد و در سال ۱۹۶۸ در ایالت کالیفرنیا درگذشت.